# ایرشایر
ایرشایر 

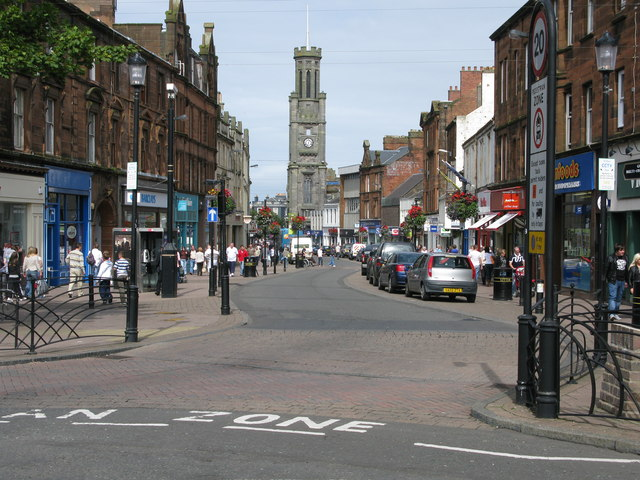
نمایی از ایرشایر، یک استان تاریخی در جنوب غرب اسکاتلند، در سواحل خور کلاید - ۲۰۰۸

(به گیلیک اسکاتلندی: Siorrachd Inbhir Àir)، تلفظ: گالیک [ʃirˠəxk iɲiɾʲa:ɾʲ]، یک استان تاریخی در جنوب غرب اسکاتلند است که در سواحل خور کلاید واقع شده. این منطقه به نام ثبت شدهٔ آن: استان ایر نیز شناخته می‌شود. شهرهای اصلی استان ایر: ایر، کیلمارناک و ایروین هستند.
مانند دیگر استان‌های اسکاتلند، در حال حاضر این استان هم هیچ‌گونه وظیفهٔ اداری استانی ندارد، که به جای آن، امور اداری ایرشایر به مناطق شورای ایرشایر شمال، یرشایر جنوبی و ایرشایر شرقی بخشیزه شده. جمعیت استان ایرشایر در حدود ۳۶۶٬۸۰۰ نفر است.
منطقهٔ انتخاباتی و ارزیابی که نام ایرشایر آنها را پوشش می‌دهد سه حوزهٔ شورای ایرشایر جنوبی، شرق ایرشایر و شمال ایرشایر، هستند بنابراین جزیرهٔ آران، جزیره کامبریا (بزرگ) و جزیره کامبریا (کوچک) را هم شامل می‌شود. این جزایر سه‌گانه تا سال ۱۹۷۵ بخشی از استان بیوت بوده و همیشه وقتی که «منطقهٔ ایرشایر» به کار رفته شامل این جزایر نبوده‌است. همان منطقه در زمینه‌های دیگر به عنوان «ایرشایر و آران» شناخته شده‌است.

## جغرافیا
ایرشایر یکی از حاصلخیزترین مناطق کشاورزی اسکاتلند است. کاشت سیب زمینی در مزارع نزدیک به ساحل، با استفاده از کود جلبک دریایی، انجام می‌شود و علاوه بر این منطقه محصولات گوشت خوک، دیگر سبزیجات ریشه‌ای، و دام‌داری و تولید انواع توت‌های تابستانی مانند توت فرنگی در حد وفور رشد کرده‌است.